# Andreja Mladenović
Andreja Mladenović, cyr. Андреја Младеновић (ur. 15 marca 1975 w Belgradzie) – serbski polityk i samorządowiec, wiceburmistrz Belgradu, poseł do Zgromadzenia Narodowego.

## Życiorys
Z zawodu menedżer, ukończył studia z zakresu zarządzania na belgradzkiej prywatnej uczelni Evropski univerzitet, na której podjął również studia doktoranckie. W 1994 zaangażował się w działalność polityczną w ramach Demokratycznej Partii Serbii (DSS). Był m.in. członkiem komitetu wykonawczego partii i prezesem jej organizacji młodzieżowej. W latach 2000–2004 był radnym dzielnicy Zemun i członkiem zarządu tej dzielnicy. Od 2004 wybierany do rady miejskiej w Belgradzie, w której przewodniczył klubowi radnych swojego ugrupowania. W latach 2004–2008 wchodził w skład zarządu miasta, w 2013 został zastępcą burmistrza Belgradu.
W 2015 opuścił Demokratyczną Partię Serbii, założył i stanął na czele nowej partii pod nazwą Samostalni DSS. W ramach nawiązanej współpracy z Serbską Partią Postępową otrzymał mandatowe miejsce na jej liście wyborczej w 2016, uzyskując w wyborach parlamentarnych mandat posła do Zgromadzenia Narodowego; zrezygnował z niego na samym początku kadencji, pozostając w administracji miejskiej. Między majem a czerwcem 2018 tymczasowo kierował magistratem. Wchodził następnie w skład zarządu miasta kierowanego przez Zorana Radojičicia. W 2020 został liderem nowej formacji pod nazwą Samostalna srpska stranka.